# Мосты Архангельска
Первый мост Архангельска был построен в начале XIX века через реку Кузнечиха (рукав Северной Двины), он соединил центральную часть города с Соломбалой. Мост был деревянным, закрепленным на сваях по всей ширине реки. Первым мостом через реку Северная Двина стал мост, построенный в 1964 году, хотя задумывался к постройке он ещё в 1941 году, но начавшаяся Великая Отечественная война не дала плану осуществиться.

## ЖД мост
64°31′24″ с. ш. 40°33′46″ в. д.
Мост, соединяющий центр Архангельска и левый берег реки строился в 1958 году и был завершён в 1964 году. Он стал самым первым мостом через основное русло Северной Двины. До него все грузы в Архангельск из центра России необходимо было перевозить по реке, либо льду в зимний период. В период Великой Отечественной войны грузы, направляемые в Архангельск по ленд-лизу, перевозили в зимнее время по ледяной переправе, сделанной намораживанием из речной воды, поскольку естественная толщина льда не позволяла перевозить тяжёлые грузы. Также до постройки моста обрывалась железная дорога на левом берегу. Мост имеет длину 800 м, расстояние от воды до моста 13,4 метров по нему проложена двухсторонняя автомобильная дорога, одно железнодорожное полотно и пешеходная дорожка. Мост разводится для прохода высоких судов (обычно это происходит с 2-30 до 5 часов ночи). Мост считается самым северным разводным мостом в мире. Мост неоднократно ставился на капитальный ремонт, сказывается изношенность конструкций. ЖД мост, связавший Архангельск с «большой землёй», получил среди горожан наименование ЖД мост, «старый»,или северодвинский в противовес «новому» мосту, построенному в районе острова Краснофлотский к 400-летию города.
Автомобильная дорога через Северодвинский мост выходит на федеральную трассу М8 «Холмогоры».

## Краснофлотский мост
64°29′43″ с. ш. 40°37′18″ в. д.
Краснофлотский («новый мост») — автомобильный мост, имеет длину около 3 км и в своей середине проходит по острову Краснофлотский. Мост имеет 4 полосы движения и тротуары с каждой стороны. Часть моста, расположенная ближе к левому берегу реки, имеет разводную конструкцию и разводится в ночное время.

## Кузнечевский мост
64°34′03″ с. ш. 40°31′54″ в. д.
Кузнечевский мост стал самым первым мостом в городе, и был построен ещё до революции. Деревянный мост был построен в 1916 году, а в 1956 он был заменен на металлический. Данный мост планировался к постройке ещё в конце 1941 года. К началу года на Днепропетровском заводе было заготовлено 750 тонн металлоконструкций, которые планировалось переправить в Архангельск в середине 1941 года, но начавшаяся война вынудила бросить ресурсы на нужды фронта.

## Железнодорожный мост через Кузнечиху
64°36′10″ с. ш. 40°36′25″ в. д.
Расположен в районе Северного округа Архангельска, по мосту железной дорогой доставляются грузы к порту Экономия, используется также пешеходами.

## Трубопроводный мост через Кузнечиху
64°35′06″ с. ш. 40°35′08″ в. д.
Трубопроводный мост через Кузнечиху расположен в районе Архангельской ТЭЦ, помимо труб по нему проложена технологическая пешеходная 
дорожка.

## Наплавной понтонный мост через Кузнечиху
64°35′22″ с. ш. 40°35′52″ в. д.
После первого капитального ремонта Кузнечевского моста и введения ограничения на массу автомобиля не более 10 тонн в 2003 году, проезд по нему тяжёлого транспорта был ограничен. Для нужд бывшего Соломбальского целлюлозно-бумажного комбината, промышленных предприятий Соломбальского, Маймаксанского и Северного округов Архангельска был сооружен наплавной понтонный мост.

## Мосты через реку Юрас
Одна группа мостов через реку Юрас, расположена на талажском шоссе 64°36′00″ с. ш. 40°37′33″ в. д. и состоит из однопутного железнодорожного моста и автомобильного с одной двухполосной проезжей частью за которым (при движении из города) находится развилка на аэропорт «Талаги».
Второй автомобильный мост 64°31′44″ с. ш. 40°41′52″ в. д. расположен по дороге к садово-огородному товариществу (далее- СОТ) «Ильма» и СОТ «Сиверко».
Третий автомобильный мост 64°31′24″ с. ш. 40°42′32″ в. д. находится по дороге к СОТ «Ягодник».
Четвёртый автомобильный мост 64°30′13″ с. ш. 40°43′19″ в. д. расположен по дороге к СОТ «Черёмушки».
Ещё одна пара мостов (автомобильный и железнодорожный, на расстоянии 700 метров один от другого) 64°28′53″ с. ш. 40°48′05″ в. д. расположены на выезде из Архангельска в сторону Малых Корел и Пинеги.

## Мост через Войжановку
Деревянный мост через небольшую речку Войжановку связывает город с дачными участками на севере города и трассой за рекой Лодьма. В начале 1990-х годов рядом было начато строительство железо-бетонного моста, но из-за недофинансирования оно было заморожено. В 2024 году начат капитальный ремонт моста через реку Войжановка в посёлке Талаги Приморского округа. После моста заканчивается асфальтное покрытие.

## Мост через Лодьму
Наплавной мост через реку Лодьма, расположенный на северной границе города связывает город с посёлком бывшего 29 лесозавода и с алмазными месторождениями в районе бывшего посёлка Поморье.

## Соломбальские мосты
На соломбальских островах расположены шесть автомобильных мостов через реку Соломбалку. Четыре из них расположены в Соломбале, через пятый мост идет дорога в Северный округ, по шестому мосту проходит Маймаксанское шоссе.
По мосту на улице Красных партизан в Соломбале долгое время проходила трамвайная линия. Сейчас мост фактически выведен из эксплуатации и постепенно разрушается.
Также на реке Соломбалке есть один железнодорожный мост и несколько подвесных и бетонных пешеходных мостов. Два подвесных пешеходных моста построены взамен старых, деревянных, которые называли в народе «горбатыми».

## Мосты на набережной Двины
Пешеходные мосты на набережной Северной Двины появились в Архангельске ещё до революции. После строительства гранитной набережной на протяжении всей центральной части города, было сооружено несколько каменных автомобильно-пешеходных мостов над проездами к реке.
Изначально мосты проходили над каналами для отвода вод из города.

## Мост через остров Шилов
Во время Первой мировой войны через остров Шилов в 1916 году был построен одноколейный мост. Левая протока Кузнечихи была перекрыта дамбой, на правой протоке были возведены 15 металлических ферм на свайных устоях. В 1917 году мост был частично разрушен ледоходом, а в 1923 году — разобран.
Во время Великой Отечественной войны действовал временный мост через остров Шилов, для транспортировки грузов.
В настоящее время планируется строительство нового моста через остров Шилов, который свяжет центр города с Соломбалой и заменит обветшавший Кузнечевский мост, по которому запрещен проезд грузовых автомобилей весом более 10 т.
Мост начал разрабатываться ещё в 1991 году. Проект разработал институт «Гипростроймост-Санкт-Петербург». Расчётная стоимость строительства мостового перехода в ценах 2004 года составила 3,2 млрд рублей, расчетный срок возведения 5 лет, минимальный 3,5 года.